# Andrea Schenetti
Andrea Schenetti (Milano, 9 marzo 1991) è un calciatore italiano, centrocampista della Pro Vercelli.

## Caratteristiche tecniche
È un centrocampista centrale che può essere utilizzato come esterno destro o mezzala, dopo il passaggio al Cittadella ha iniziato a giocare principalmente nel ruolo di trequartista. Le sue doti principali sono l'agilità e la rapidità, possiede anche una buona capacità di corsa e un buon dribbling di base.

## Carriera

### Club

#### Inizi, Lucchese e Prato
Nato a Milano, inizia a giocare a calcio nell'Olmi. Passa poi all'Aldini e a 10 anni, nel 2001, passa al Milan; rimane in rossonero per 9 anni, ottenendo due successi: quello del 2008-2009, quando vince il campionato Berretti e quello del 2009-2010, quando trionfa in Coppa Italia Primavera, trofeo che mancava da 25 anni alla società rossonera.
La prima esperienza nel calcio professionistico arriva nella stagione 2010-2011, quando passa in prestito in Prima Divisione alla Lucchese. Esordisce con i toscani il 17 novembre 2010 nella gara del girone di Coppa Italia Lega Pro sul campo del Carpi, persa per 2-1, giocando titolare e andando a segno al 19', quando porta momentaneamente in vantaggio i suoi. Gioca soltanto una volta in campionato, il 5 dicembre, quando entra nel secondo tempo dello 0-0 interno con la Juve Stabia.
Terminata l'esperienza a Lucca a dicembre, a gennaio 2011, l'ultima giornata di calciomercato invernale, scende in Seconda Divisione, con un'altra squadra toscana, il Prato. Debutta con i lanieri il 13 febbraio, perdendo 1-0 sul campo del San Marino in campionato. Il 23 aprile segna il primo gol, quello decisivo nell'1-0 interno sul Celano in Seconda Divisione. Chiude dopo aver giocato 14 volte e segnato 3 gol, con 4 presenze e 1 rete nei play-off, persi in finale contro la Carrarese. Il Prato verrà poi comunque ripescato in Prima Divisione.

#### Südtirol e Sorrento
A luglio 2011 ritorna in Prima Divisione, passando in prestito al Südtirol, dove ritrova come tecnico Giovanni Stroppa, che lo aveva allenato nella primavera del Milan. L'esordio con la squadra altoatesina avviene il 4 settembre, alla prima di campionato, quando gioca 90 minuti nella sconfitta interna per 1-2 contro il Piacenza. Il 12 ottobre segna il suo primo gol, quello del momentaneo vantaggio al 32' nell'1-1 in trasferta contro il Barletta in Prima Divisione. Termina la stagione al 7º posto collezionando 32 presenze e 7 reti.
A fine stagione passa al Sorrento, rimanendo in Prima Divisione, passando ai campani a titolo definitivo nell'ultimo giorno di calciomercato estivo. Debutta in rossonero due giorni dopo, alla prima di campionato, il 2 settembre 2012 in casa contro il Gubbio, giocando titolare e pareggiando per 0-0. L'11 novembre va a segno per la prima volta, portando momentaneamente in vantaggio i suoi al 46' nella gara poi persa per 2-1 in casa contro il Barletta in Prima Divisione. Va via a gennaio dopo 14 partite e 3 gol.

#### Como
A inizio 2013 torna a giocare in Lombardia, al Como, sempre in Prima Divisione, trasferendosi a titolo definitivo nell'ultimo giorno del calciomercato invernale. Esordisce 3 giorni dopo, il 3 febbraio, entrando nel secondo tempo del 2-2 in trasferta contro il Portogruaro in campionato. Nel turno successivo, il 10 febbraio, segna il primo gol, quello del definitivo 2-0 al 71' nella gara casalinga con la Reggiana. Rimane a Como due stagioni, con 42 presenze e 6 reti, ottenendo un 12º e un 8º posto in campionato, con un'eliminazione ai play-off la seconda stagione, ai quarti contro il Südtirol, sua ex squadra. 

#### Cittadella
Nell'estate 2014 passa a titolo definitivo al Cittadella, andando per la prima volta a giocare in Serie B. Debutta con i veneti il 16 agosto, nel 2º turno di Coppa Italia, vinto per 2-1 in casa contro il Pontedera, gara nella quale gioca titolare. L'esordio in Serie B avviene invece alla prima giornata di campionato, il 1º settembre, nel pareggio esterno per 1-1 sul campo del Modena, nel quale, anche in questo caso, parte titolare. Alla prima stagione riesce a collezionare soltanto 6 presenze, chiudendo la stagione al 20º posto (poi diventato 19º in seguito alla retrocessione del Catania per illecito sportivo), non riuscendo ad evitare la retrocessione in Lega Pro. La stagione successiva trova il primo gol in maglia granata, il 18 ottobre 2015, quando realizza la rete decisiva al 31' nell'1-0 interno sulla Giana Erminio in campionato. Il Citta ritorna prontamente in Serie B, grazie al 1º posto nel girone A e Schenetti contribuisce attivamente con 34 partite giocate e 4 reti. Il 21 gennaio 2017 trova la sua prima marcatura tra i cadetti, quella del definitivo 2-0 al 78' nella vittoria casalinga contro il Bari in campionato. Il Cittadella conclude il campionato al 6º posto, qualificandosi per i play-off, nei quali viene eliminato al turno preliminare dal Carpi. Con i granata in cinque anni ha raccolto globalmente 151 presenze, segnando 21 reti.

#### Virtus Entella
Il 9 agosto 2019 viene acquistato dalla Virtus Entella, società neo-promossa in Serie B. Il 21 settembre successivo, segna il suo primo gol con i liguri, portando momentaneamente in vantaggio l'Entella in casa del Pescara (1-1); conclude la stagione con 34 presenze e 5 gol contribuendo alla salvezza del club di Chiavari. 
 Nella stagione seguente un infortunio lo tiene lontano dai campi per molti mesi - 2 apparizioni in Coppa Italia a parte - e l'esordio in campionato arriva solo il 30 novembre nella sconfitta interna contro la SPAL (0-1) mentre mette a segno il suo primo gol stagionale il 27 dicembre nel 3-0 contro il Pescara per poi superare a gennaio la soglia delle 300 presenze da professionista. 
 Rimasto a Chiavari anche dopo la retrocessione in Serie C, segna 3 gol nelle prime partite di campionato contro Teramo, Montevarchi e Lucchese. In totale saranno 9 il gol messi a segno in 34 partite stagione per un totale di 99 presenze e 18 gol con la maglia dell’Entella. 
 Il 30 giugno 2022 rimane svincolato alla scadenza del contratto non avendo trovato un accordo per il rinnovo con il club ligure.

#### Foggia
Il 2 agosto seguente firma un contratto biennale con il Foggia di Roberto Boscaglia che è stato suo allenatore all’Entella.

## Statistiche

### Presenze e reti nei club
Statistiche aggiornate al 17 maggio 2025.
| Stagione              | Squadra               | Campionato            | Campionato | Campionato | Coppe nazionali | Coppe nazionali | Coppe nazionali | Coppe continentali | Coppe continentali | Coppe continentali | Altre coppe | Altre coppe | Altre coppe | Totale | Totale | Totale |
| Stagione              | Squadra               | Comp                  | Pres       | Reti       | Comp            | Pres            | Reti            | Comp               | Pres               | Reti               | Comp        | Pres        | Reti        | Pres   | Reti   |        |
| --------------------- | --------------------- | --------------------- | ---------- | ---------- | --------------- | --------------- | --------------- | ------------------ | ------------------ | ------------------ | ----------- | ----------- | ----------- | ------ | ------ | ------ |
| lug.-dic. 2010        | Lucchese              | 1D                    | 1          | 0          | CI+CI-LP        | 0+1             | 1               | -                  | -                  | -                  | -           | -           | -           | 2      | 1      |        |
| gen.-giu. 2011        | Prato                 | 2D                    | 10+4       | 2+1        | CI+CI-LP        | 0               | 0               | -                  | -                  | -                  | -           | -           | -           | 14     | 3      |        |
| 2011-2012             | Südtirol              | 1D                    | 31         | 6          | CI+CI-LP        | 0+1             | 1               | -                  | -                  | -                  | -           | -           | -           | 32     | 7      |        |
| 2012-gen. 2013        | Sorrento              | 1D                    | 14         | 3          | CI+CI-LP        | 0               | 0               | -                  | -                  | -                  | -           | -           | -           | 14     | 3      |        |
| gen.-giu. 2013        | Como                  | 1D                    | 14         | 3          | CI+CI-LP        | 0               | 0               | -                  | -                  | -                  | -           | -           | -           | 14     | 3      |        |
| 2013-2014             | Como                  | 1D                    | 27+1       | 3          | CI+CI-LP        | 0               | 0               | -                  | -                  | -                  | -           | -           | -           | 28     | 3      |        |
| Totale Como           | Totale Como           | Totale Como           | 41+1       | 6          |                 | 0               | 0               |                    | -                  | -                  |             | -           | -           | 42     | 6      |        |
| 2014-2015             | Cittadella            | B                     | 5          | 0          | CI              | 1               | 0               | -                  | -                  | -                  | -           | -           | -           | 6      | 0      |        |
| 2015-2016             | Cittadella            | LP                    | 31         | 4          | CI+CI-LP        | 0+1             | 0               | -                  | -                  | -                  | SC-LP       | 2           | 0           | 34     | 4      |        |
| 2016-2017             | Cittadella            | B                     | 32+1       | 1          | CI              | 1               | 0               | -                  | -                  | -                  | -           | -           | -           | 34     | 1      |        |
| 2017-2018             | Cittadella            | B                     | 37+2       | 8          | CI              | 4               | 2               | -                  | -                  | -                  | -           | -           | -           | 42     | 10     |        |
| 2018-2019             | Cittadella            | B                     | 29+3       | 6          | CI              | 2               | 0               | -                  | -                  | -                  | -           | -           | -           | 34     | 6      |        |
| Totale Cittadella     | Totale Cittadella     | Totale Cittadella     | 134+6      | 19         |                 | 9               | 2               |                    | -                  | -                  |             | 2           | 0           | 151    | 21     |        |
| 2019-2020             | Virtus Entella        | B                     | 34         | 5          | CI              | 0               | 0               | -                  | -                  | -                  | -           | -           | -           | 34     | 5      |        |
| 2020-2021             | Virtus Entella        | B                     | 29         | 4          | CI              | 2               | 0               | -                  | -                  | -                  | -           | -           | -           | 31     | 4      |        |
| 2021-2022             | Virtus Entella        | C                     | 30+3       | 9          | CI-C            | 1               | 0               | -                  | -                  | -                  | -           | -           | -           | 34     | 9      |        |
| Totale Virtus Entella | Totale Virtus Entella | Totale Virtus Entella | 93+3       | 18         |                 | 3               | 0               |                    | -                  | -                  |             | -           | -           | 99     | 18     |        |
| 2022-2023             | Foggia                | C                     | 25+9       | 2+1        | CI-C            | 6               | 1               | -                  | -                  | -                  | -           | -           | -           | 40     | 4      |        |
| 2023-2024             | Foggia                | C                     | 30         | 4          | CI+CI-C         | 1+1             | 0               | -                  | -                  | -                  | -           | -           | -           | 32     | 4      |        |
| Totale Foggia         | Totale Foggia         | Totale Foggia         | 55+9       | 6+1        |                 | 8               | 1               |                    | -                  | -                  |             | -           | -           | 72     | 8      |        |
| 2024-2025             | Pro Vercelli          | C                     | 23+2       | 1          | CI-C            | 1               | 0               | -                  | -                  | -                  | -           | -           | -           | 26     | 1      |        |
| Totale carriera       | Totale carriera       | Totale carriera       | 402+25     | 61+2       |                 | 23              | 5               |                    | -                  | -                  |             | 2           | 0           | 452    | 98     |        |

## Palmarès

### Club

#### Competizioni giovanili
- Campionato nazionale Dante Berretti: 1

Milan: 2008-2009
- Coppa Italia Primavera: 1

Milan: 2009-2010

#### Competizioni nazionali
- Lega Pro: 1

Cittadella: 2015-2016 (Girone A)